# García Jiménez, kralj Pamplone
García Jiménez (Gartzea Semenez) bio je kralj dijela Pamplone u kasnom 9. stoljeću.
Dinastija Jiménez, koja će kasnije vladati kraljevstvom Navarom, izvorno je držala teritorij unutar tog područja različitog od onoga u posjedu potomaka Iñiga Ariste. García je vjerojatno naslijedio svog oca u toj ulozi, bilo za života Garcíje Íñigueza ili njegova sina Fortúna Garcésa.
Nema dokumentarnih dokaza da je García Jiménez igrao ikakvu ulogu u vladi većeg kraljevstva. 860. Fortun Garcés bio je u zatvoru u Cordobi, te je zadržan tamo 20 godina. Sugerirano je da se Garcíju Jiméneza zvalo "kraljem" zbog njegove službe regenta, koja traje sve dok nije ubijen kod Aybara (882.) u borbi protiv emira Córdobe. Na temelju toga, on se ponekad naziva García II.

## Obitelj
Roda Codex pokazuje da je García bio u braku dva puta, prvo s Onekom, "buntovnicom iz Sangüese" s kojom je imao dvoje djece:
- Íñigo
- Sanča.

García Jiménez je kasnije oženio Dadildis s kojom je imao dva sina:
- Sančo I. od Pamplone
- Jimeno Garcés, kralj Pamplone.